# المسيحية في كولومبيا

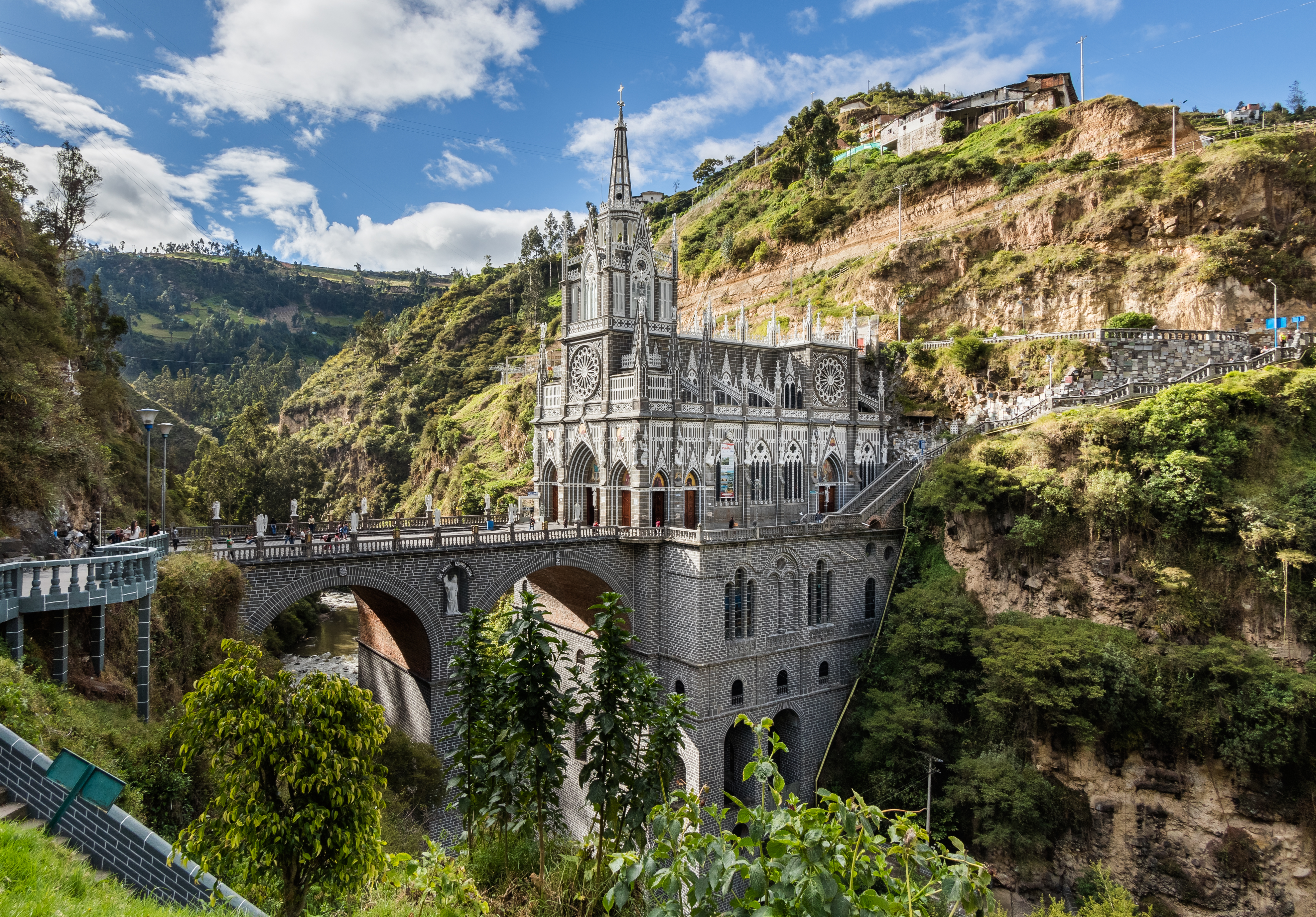
كاتدرائية لاس لاجاس في ايبياليس، كولومبيا.

المسيحية في كولومبيا هي أكبر الديانات في البلاد، وتعتبر الكنيسة الرومانية الكاثوليكية أكبر الطوائف المسيحية في كولومبيا، حيث أنّ حوالي 97% من السكان هم من المسيحيين حسب كتاب حقائق العالم عام 2012. وفقًا لدراسة قامت بها مركز بيو للأبحاث عام 2014 أجاب حوالي 77% من الكولومبيين المسيحيين بنعم على السؤال «هل الدين تحتل مكانة هامة في حياتك؟».
كانت المسيحية الكاثوليكية الديانة الرسمية للبلاد منذ حقبة الإستعمار الإسباني حتى الإصلاح الدستوري لعام 1991، والتي منحت معاملة متساوية من قبل الحكومة لجميع الأديان. في الفترة الإستعمارية بُنيت الكنائس الكاثوليكية والتي كانت المسؤولة عن معظم المؤسسات العامة، مثل المرافق التعليمية والمرافق الصحية. كما «ورثت» كمية ضخمة من الأراضي، والتي استحوذت عليها الحكومة لاحقًا. يُشار إلى كولومبيا في كثير من الأحيان باسم «بلد القلب المقدس»، وذلك بسبب التكريس السنوي للبلاد إلى قلب يسوع الأقدس من قبل رئيس الجمهورية.

## تاريخ

### الحقبة الاستعمارية

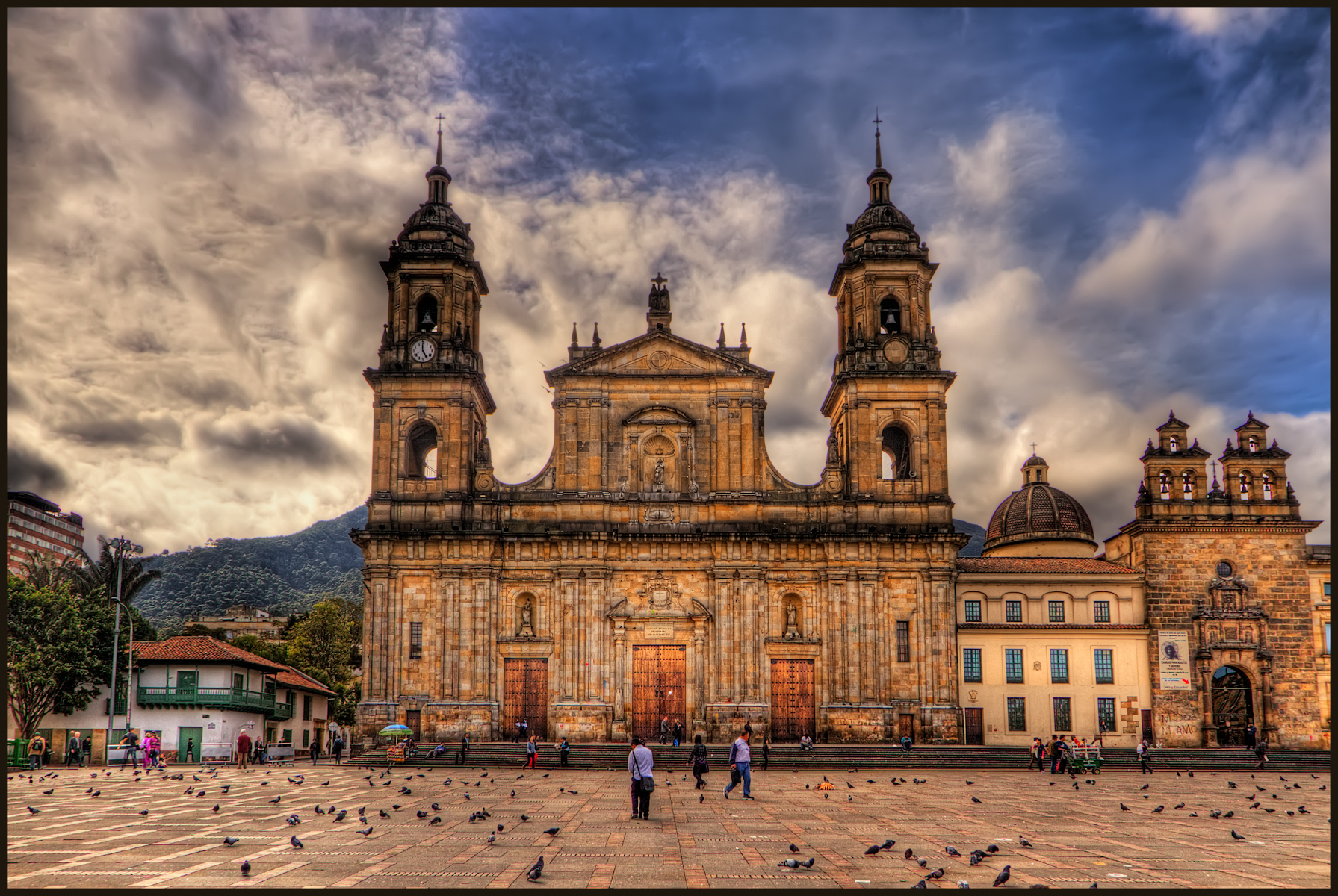
كاتدرائية بوغوتا، ويعود بناء الكنيسة إلى عام 1823.

كانت المنطقة مأهولة في الأصل من قبل قبائل تشيبشا، الذين نزحوا بعد وصول المستكشفين الإسبان على ساحل البحر الكاريبي واستعمار المنطقة باسم مملكة غرناطة الجديدة. تزامن دخول البعثات التبشيريَّة الكاثوليكيَّة في كولومبيا مع اكتشاف المنطقة في القرن الخامس عشر. فقد وصل إليها المرسلون والمبشرّون غداة اكتشافها. وكانت الجمعيات الرهبانية مثل الدومنيكان والفرنسيسكان واليسوعيون وغيرهم أول وصل للهذه القارة لهذا العمل. أوفد اليسوعيين بعثات كثيرة حول العالم للتبشير بالإنجيل، وعمدوا أيضًا إلى تأسيس مستوطنات بشرية تحولت إلى مدن كبرى. في عام 1508 قام المبشرون الفرنسيسكان بالتبشير بالمذهب الكاثوليكي في المناطق النائية في كولومبيا. واستخدمت هذه البعثات نظام الاختزال لتكييف التشيبشا مع حياة المجتمع من خلال تعليم تربية الحيوانات والزراعة والحرف اليدوية. حفزَّ هذا النظام الصناعات الجديدة، وفتح الطرق للتجارة، والأدوات المستوردة، وجلب الحرفيين المدربين لتعليم الحِرف الجديدة. قام المبشرون ببناء الكنائس والمستشفيات وإدارة المدارس حيث تم تعليم القراءة والكتابة والعمليات الحسابية والترانيم والعقيدة المسيحية. إلى جانب هذه الجهود، أصبح المبشرون مدافعين عن شعب تشيبشا، الذين تعرضوا لسوء المعاملة والاستغلال دون رحمة من قبل الإنكوميندا الساعين إلى السخرة في مزارعهم.
تم تنظيم اثنين من الأبرشيات الأولى في البلاد في عام 1534، وتأسست أبرشية بوغوتا الرومانية الكاثوليكية في 11 سبتمبر من عام 1562، وضمت حدود الأبرشية آنذاك معظم الأراضي الكولومبيَّة والأراضي التي تشكل حالياً فنزويلا الغربيَّة. لكن منذ عقد 1770 تقلصت أبرشيَّة بوغوتا الرومانيَّة الكاثوليكيَّة تدريجياً من حيث الحجم، حيث تم تقسيم الإقليم لإنشاء أبرشيات جديدة.

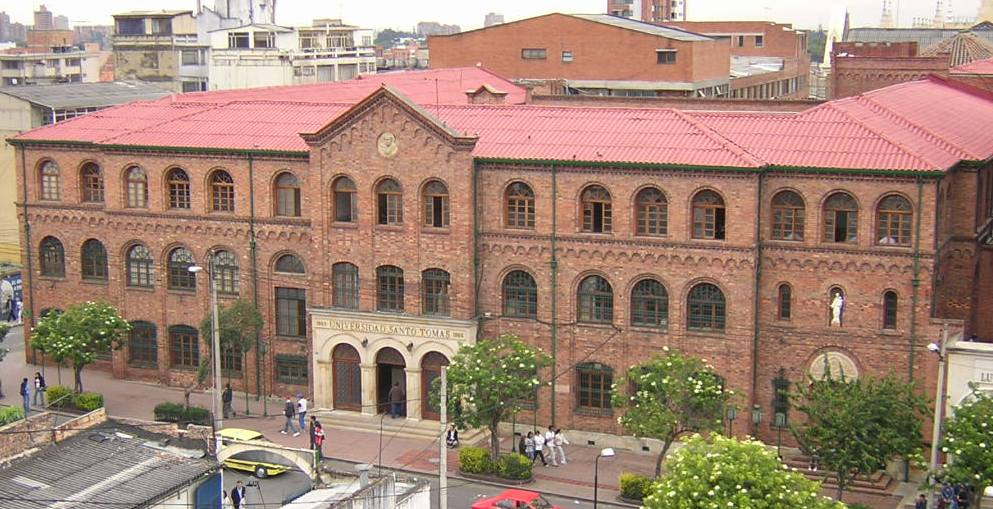
جامعة سانتو توماس الكاثوليكية: تأسست عام 1580.

بين عام 1540 وعام 1559 شهدت كولومبيا هجرة واسعة النطاق للإسبان والباسكيون الذي قدموا إلى البلاد للإستيطان، وشكلَّ الباسكيون حوالي 8.9% من السكان في تلك السنوات. وجلب الكهنة الباسكيين كرة اليد إلى كولومبيا. كما أبحر اليهود الذين تحولوا إلى المسيحية (مسيحيون جدد) وبعض اليهود السريين مع الغزاة الأوائل. وأندمج بعض المسيحيين من أصول يهودية مع السكان المحليين الكاثوليك مما نتج عن جماعات كاثوليكية عبرانيّة، في حين اندمجت الغالبية في الثقافة الكاثوليكية الهيسبانيَّة. ولا تزال البلاد تضم على كاثوليك من أصول يهودية سفاردية. تأسست البعثة الفرنسيسكانية الأولى رسميًا في عام 1550 بتشييد حراسة سان خوان باوتيستا. وصل الدومنيكان عام 1529، وأسسوا ديرًا في قرطاجنة عام 1549 وواحدًا في العام التالي في سانتافي. أنشأ المرسيداريون ديرًا في كالي عام 1537، في حين أقام الرهبان الأوغسطينيين ديرًا في سانتافي عام 1575 ونظموا مقاطعة نويسترا سينورا دي لا غراسيا عام 1597. في التعليمات التي كتبها رئيس الأساقفة زاباتا دي كارديناس عام 1576 ذكر أنه على رجال الدين الكاثوليك يجب أن ينشئوا في منازل للمرضى بالقرب من الكنيسة، حيث يُمكن أن يتردد السكان الأصليين عليها. ولصيانة المستشفيات كما تم إنشاء دور للمسنين والأرامل والأيتام. في عام 1580 تأسست جامعة سانتو توماس الكاثوليكية في مدينة بوغوتا من قبل الرهبان الدومنيكان هي الجامعة الكولومبية الأقدم والخامسة على مستوى الأمريكتان.
واجهت البعثات الكاثوليكية العديد من العقبات في انتشار الإيمان الكاثوليكي في كولومبيا، ويرجع ذلك جزئيًا إلى تعارض الأخلاق المسيحية مع عادات قبائل الشيبشا، مثل تعدد الزوجات وعبادة الأصنام. أثار التبشير بالإنجيل بين القبائل المحلية مقاومة جدية من جانب كل من السيكيك (زعماء القبائل) والأطباء السحرة من جهة ومالكي العبيد الإسبان من جهة أخرى. كانت الصعوبة الأخرى تتمثل في التنوع اللغوي بين القبائل: عندما نجح المبشرون في إتقان لغة مجتمع ما، فإن لغة المجتمع التالي ستربك مرة أخرى جهودهم للتبشير بالمسيحية. كانت هناك أيضًا منافسات بين جماعات الرهبان الدينية التي ضرَّت بالعمل التبشيري إلى جانب تدخل السلطات المدنية في الأمور الكنسية البحتة بسبب الرعاية الكنسية.

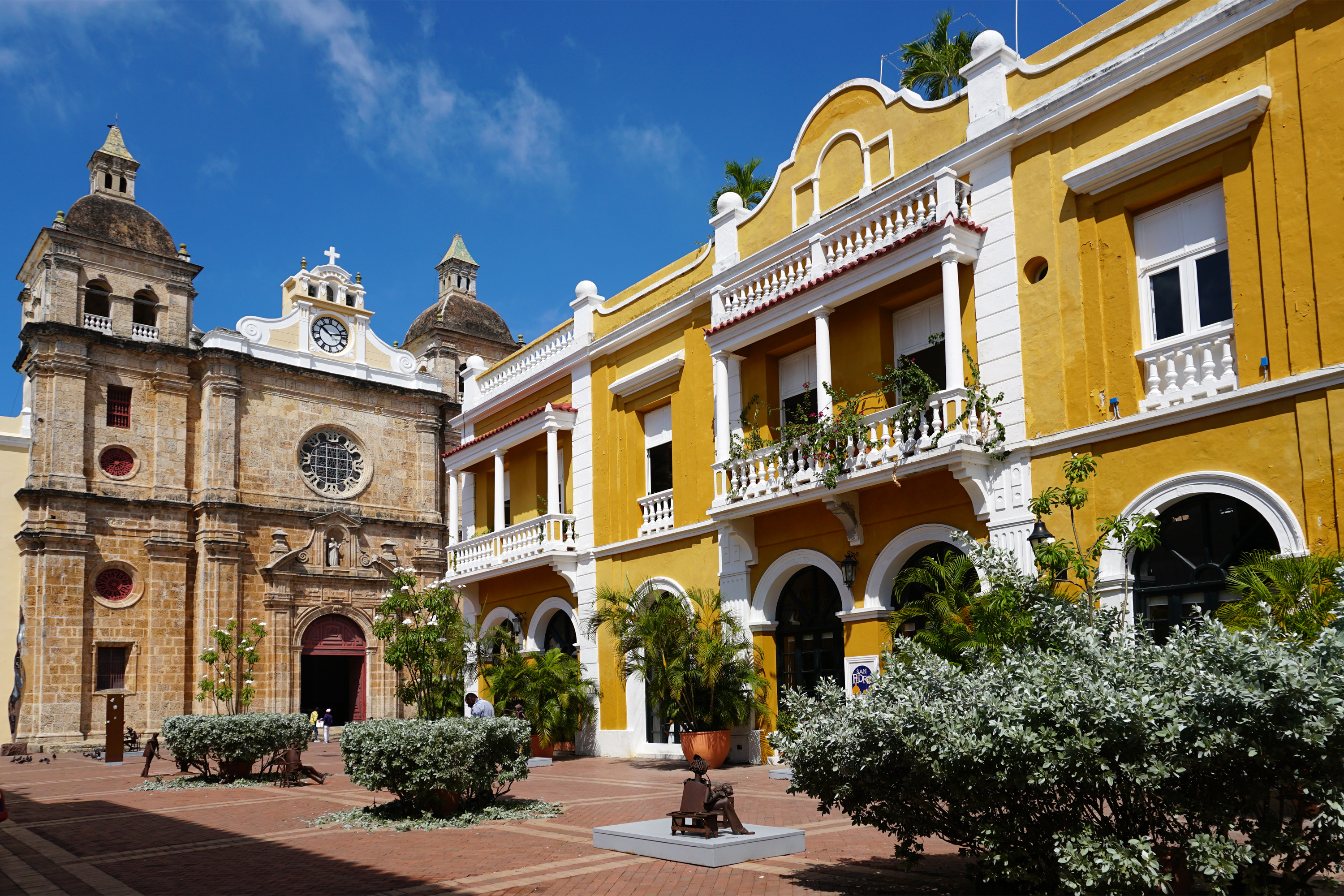
كاتدرائيَّة كارتاخينا، وهي من مواقع التراث العالمي بُنيت خلال الحقبة الإستعمارية.

بالتزامن مع تُطوُّر البعثات الكاثوليكية، تم تطوير التسلسل الهرمي الكاثوليكي: أُقيمت أسقفية سانتا مارتا وقرطاجنة في عام 1534، وأبرشية بوبايان في عام 1546 وأبرشية سانتافيه دي بوغوتا في عام 1564. وكان أول أسقف لسانتا مارتا اختاره ملك إسبانيا وهو ألونسو دي توبس من مدرسة سلامنكا. وتم تأكيد تعيينه في روما. قام أسقف قرطاجني آخر، وهو ديونيزيو دي سانكتيس (1574-1578)، بتأليف أول تعليم كتاب تعليمي للهنود الأمريكيين. وكان خوان ديل فالي أول أسقف للبوبايان، مدافع عن حقوق السكان الأصليين. وعُهد إلى رهبان يوحنا عبد الله رعاية أول مستشفى بُني في البلاد، والذي أصبح يُعرف في النهاية باسم هورتا.
عندما وصل المطران باريوس إلى سانتافي عام 1553، وجد عدداً قليلاً جداً من رجال الدين ليخدموا في الأبرشية واسعة النطاق. طلب المساعدة من إسبانيا، لكن عند وفاته لم يكن هناك أكثر من خمسين راهب وعشرين من رجال الدين العلمانيين، وكان جميعهم تقريباً من الإسبان. في عام 1563 أسس الآباء الدومينيكان أستاذاً للغة اللاتينية في دير سانتافي، حيثُ استعد عدد قليل من الكريول للكهنوت. ورُسم رئيس الأساقفة باريوس أول كريولي وأول مستيزو في غرناطة الجديدة. في عام 1573 واجه زاباتا دي كارديناس نقصًا خطيرًا من رجال الدين على الرغم من أنَّ الدومينيكان كان لديهم بالفعل كُرسي للفنون واللاهوت.
في عام 1582 أول معهد لاهوتي في سانتافي، كانت مدة هذه المدرسة قصيرة ولكنها كانت ذات أهمية كبيرة في التاريخ الكنسي للبلاد. بحلول نهاية القرن السادس عشر، أقام رهبان يوحنا عبد الله منزلاً حيث مارسوا الطب فيه. في مطلع القرن السابع عشر افتتح اليسوعيون تحت قيادة رئيس الأساقفة لوبو غيريرو (1599-1608) مدارس في قرطاجنة في 1603 وفي سانتافي. في عام 1605 تولى اليسوعيون مسؤولية المدرسة التي أسسها رئيس الأساقفة، وأنشأوا أول صيدلية في سانتافي وأقاموا مقاطعتهم في عام 1610.

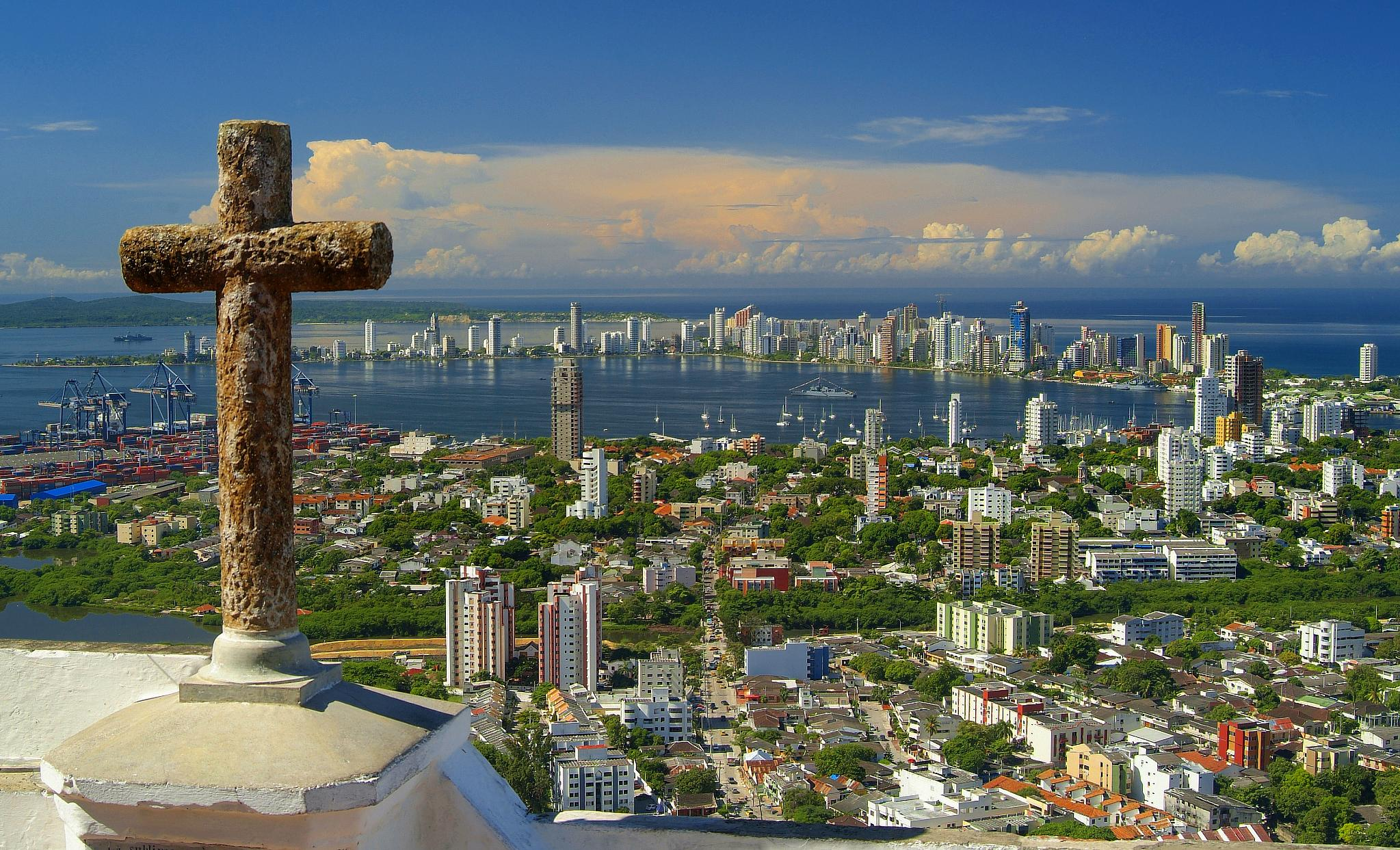
صليب يطل على كارتاخينا دي إندياس.

كان هناك نمو ملحوظ للكنيسة بحلول منتصف القرن السابع عشر، على الرغم من تنوع اللغات الهندية، وتدخل الحكومة، والمنافسة بين الرهبانيات الدينية. وقد مارست الكنيسة الكاثوليكية سلطة سياسية كبيرة أثناء الحكم الاستعماري الأوروبي في كولومبيا، سيطرت الكنيسة على التعليم والمستشفيات وامتلكت ضيعات شاسعة المساحة، وممتلكات غيرها. بالإضافة إلى الحاجات الروحيَّة، أثرَّت الكنيسة في الحياة الفكرية للعصر الاستعماري، حيث تطورت ثقافة فكرية حول المدارس والمعاهد الإكليريكية والجامعات. بدأت المطبعة الأولى، التي أدخلها اليسوعيون في كولومبيا، حيز التشغيل في عام 1738 وطَبعت بشكل أساسي كتب التعليم الديني وكتب العبادة الصغيرة. سرعان ما تشكلت مجموعات من الكتاب الذين قدموا خدمات فكرية للكنيسة من خلال أعمالهم المكتوبة: حيث صاغ الكهنة والرهبان أولى سجلات الغزو والاستعمار، وأصبحوا بارزين في العلوم الإنسانية، وكانوا من الشعراء والكتَّاب المسرحيين والخطباء. كما عززت المذاهب في مصلياتهم والرهبان في أديرتهم من التقدم الثقافي، بينما استقرت الرسالة التربوية في أيدي الكنيسة، بدعم من العرش الإسباني. في هذه المراكز التعليمية، تم تقديم التعليمات بشكل أساسي لأطفال الإسبان، ولكن أيضًا للكولومبيين الأصليين.
حدث بعض الاضطهاد ضد الكنيسة الكاثوليكية بعد إعلان الاستقلال عن الإمبراطورية الإسبانية في عام 1819. مع كثافة عملية تحويل السكان الأصليين في كولومبيا، وتعزز الوجود الكاثوليكي بفضل الهجرة الكبيرة من الدول الأوروبية إلى البلاد في القرن الثامن عشر. خلال الحكم الإستعماري كانت الكنيسة تخضع للدولة، وبقيت المسؤول عن تأسيس وتوجيه المدارس لتعليم النخب المحليَّة؛ مثل مدرسة سان بارتولومي، وإل روزاريو وجامعة سانت توماس، وإنشاء المستشفيات، وأعتبرتها الحكومة أداة للمراقبة والتماسك الاجتماعي. في أواخر القرن الثامن عشر، مع إصلاحات البوربون بدأت الحكومة في كسر الحكر الكاثوليكي على الجانب التعليمي.

### الاستقلال

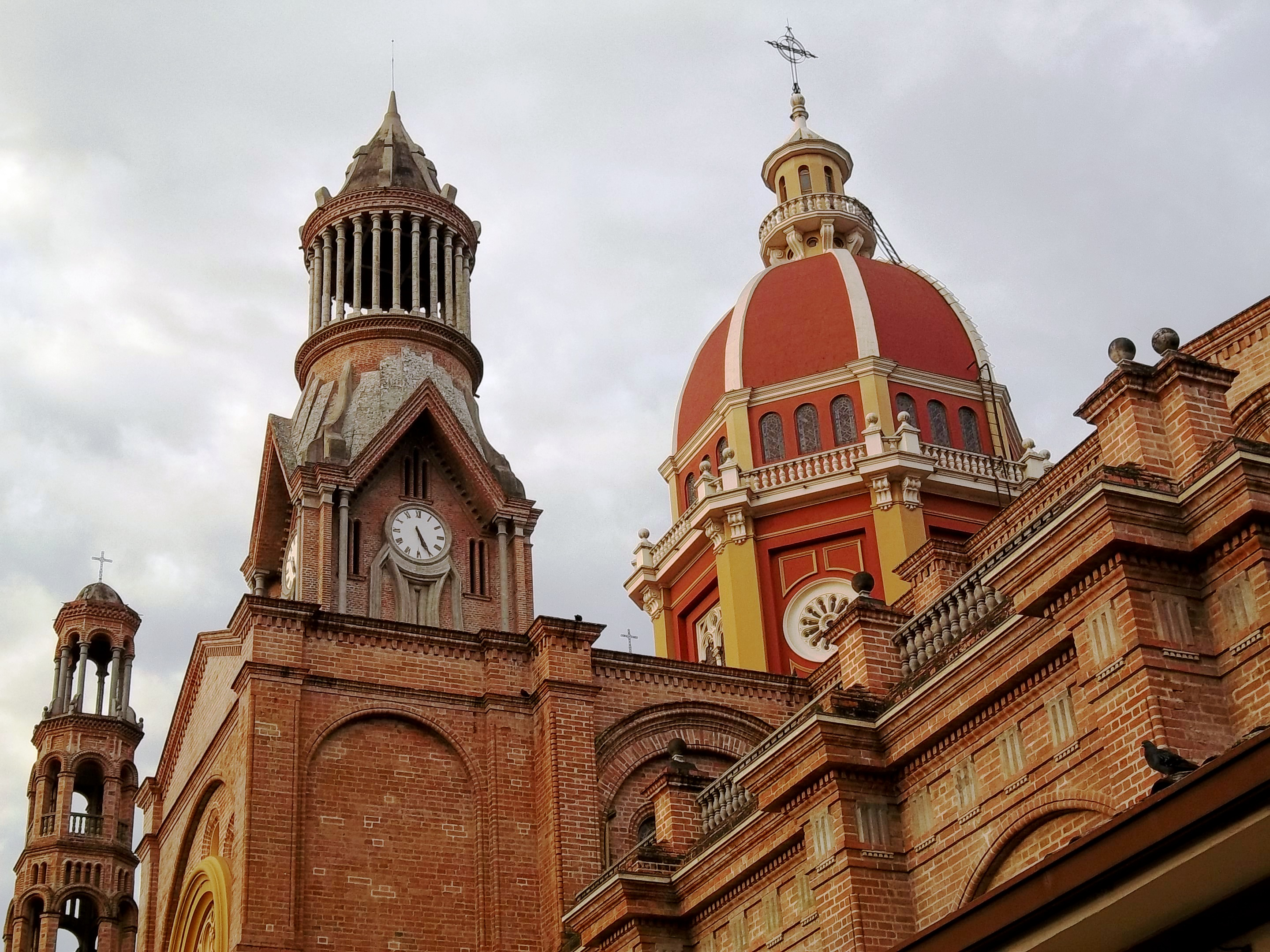
كاتدرائية سيدة الوردية بالمار.

خلال الفترة الاستعمارية، اكتسبت الكنيسة الرومانية الكاثوليكية ثروة كبيرة من الموروثات والمؤسسات ورجال الدين، والتي استخدمتها للخدمات الدينية ودعم الأديرة. ومع ذلك فقد كان خاضعة لنظام باتروناتو، والذي سمح للتاج الإسباني بالتدخل في التعيينات الكنسية، وغيرها من مجالات إدارة الكنيسة. بعد كسر كولومبيا للتاج الإسباني في عام 1819، تولت الدولة الجديدة حق الرعاية في قانون 1824، على الرغم من أن الكرسي الرسولي لم يعترف بذلك أبدًا. بعد فشل الجهود المبذولة لإقامة علاقات دبلوماسية مع الكرسي الرسولي، سنت الحكومة فصلًا دستوريًا بين الكنيسة والدولة في عام 1853، بينما استمرت في السماح للرومانية الكاثوليكية بوضع الدين الرسمي. وعند هذه النقطة بدأ اضطهاد الكنيسة، حيث صادرت الدولة الممتلكات التي تراكمت خلال الحقبة الاستعمارية وانتقلت إلى أيدي الأفراد. في عام 1887 وعام 1892 تم التفاوض على المواثيق لتقليص المستفيد. حيث كان يُمكن لرئيس الجمهورية أن يتدخل بطريقتين فقط في تعيين الأساقفة: في التوصية بالمرشحين للكرسي الرسولي أو باستخدام حق النقض (الفيتو) لأسباب مدنية أو سياسية على من يتم اختيارهم للتعيينات. كتعويض عن تلك الممتلكات التي صادرتها الدولة خلال القرن التاسع عشر، بدأت الحكومة في تخصيص مبلغ سنوي كتعويض للكنيسة.
خلال القرن الثامن عشر، تم نقل المنطقة إلى مقاطعات غرناطة الجديدة المتحدة، وتم نقل مقر السلطة ليس فقط لكولومبيا ولكن أيضًا لفنزويلا والإكوادور وبنما إلى بوغوتا. في أعقاب معركة بوياكا عام 1819، أعلنت كولومبيا استقلالها عن الإمبراطورية الإسبانية. جنباً إلى جنب مع فنزويلا، تم تغيير اسم المنطقة إلى الولايات المتحدة الكولومبية قبل سيمون بوليفار، الذي استمر في عام 1822 لتوحيد ليس فقط الولايات المتحدة الكولومبية ولكن أيضًا غرناطة الجديدة وبنما والإكوادور باسم جمهورية كولومبيا الكبرى. انهار هذا الاتحاد في غضون ثماني سنوات، وفي عام 1832 أصدرت كولومبيا وبنما دستورًا مشتركًا ومستقلًا. وبلغت التحالفات المؤقتة المستمرة بين المناطق ذروتها في تشكيل جمهورية كولومبيا في عام 1886؛ أدت حرب الألف يوم التي شنتها الولايات المتحدة في الفترة من 1899 إلى 1902 إلى تقسيم بنما وكولومبيا سياسيًا.
في وقت الاستقلال انقسم رجال الدين الكاثوليك بين أولئك الذين دعموا الملك (واقعي) وأولئك الذين فضلوا الاستقلال المطلق (الوطنيون)، وفضل رجال الدين من الأساقفة والنخب الكنسيَّة دعم الخيار الأول، في حين أن كهنة الرعايا والرهبانيات فضلت الخيار الأخير. وتشير البحوث إلى أن الدور الذي لعبه رجال الدين في الاستقلال كان حاسمًا، لأنه ساهم في تعبئة وتجنيد الناس (بسبب تأثيرها الملحوظ على الشعب)؛ بل وعمل القساوسة كقادة عسكريين. بعد استقلال البلاد وقع سيمون بوليفار مرسومًا ينص على أنه يتوجب على الحكومة تعزيز وحماية الكاثوليكية بوصفها الديانة الرسمية للكولومبيين.
كان الاتحاد الكنفدرالي الغرناطي دولة فيدرالية تضم أراضي جمهوريتي كولومبيا وبنما الحاليتين فيما بين عام 1858 وعام 1863. تأسست عقب دستور 1858 خلال فترة حكم ماريانو أوسبينا رودريجيث. واستبدلت هذه الوثيقة النظام المركزي الفيدرالي الذي نظمه دستور 1853، وكان بمثابة التمهيد لتشكيل ما يسمى أوليمبو الراديكالي، وهي الفترة التي فرضت الأفكار الليبرالية الراديكالية الكولومبية تحت مسمى الولايات المتحدة الكولومبية (1863-1886). كما شهدت البلاد فترة عدائية ضد الكنيسة الرومانية الكاثوليكية، من قبل الحكومة الليبرالية الراديكالية. وعلى الرغم من كون معظم سكان كولومبيا كانوا من الرومان الكاثوليك، وشكلَّ الدين جزءًا أساسيًا من الحياة الأجتماعية، وافقت الحكومة على عدد من القوانين الموجهة إلى السيطرة على رجال الدين وممتلكات الكنيسة خلال هذا الوقت.

### التاريخ الحديث

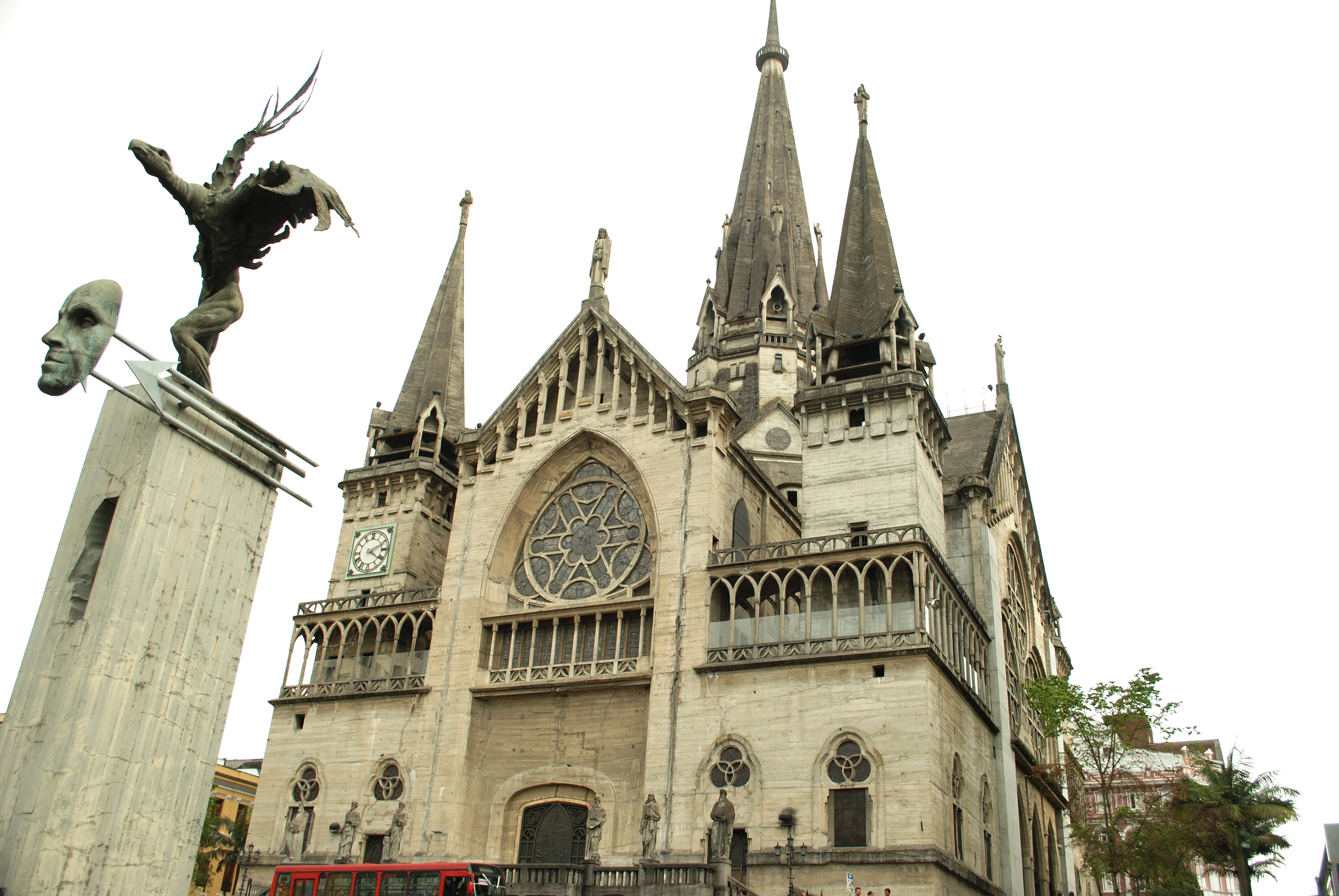
كاتدرائيَّة سيدة السبحة الورديَّة في مانيزاليس؛ وهي ثالث كبرى كاتدرائيات أميركا اللاتينية.

خلال الرئاسة الأولى لتوماس ثيبريانو دي موسكيرا خلال 1849، اعتمد موسكيرا موقف متطرف مع الكنيسة، ووافق على قوانين تصادر ممتلكات الكنيسة وإخضاع رجال الدين لقواعد الحكومة. في عام 1839، نشأ نزاع حول إغلاق الأديرة من قبل كونغرس غرناطة الجديدة. والذي ما لبث أن تحول إلى حرب السوبريمس، والتي استمرت لمدة سنتين إلى أن تحولت إلى صراع حول الحكم الذاتي الإقليمي. وقام بحل الرهبنة اليسوعية في جمهورية غرناطة الجديدة وطرد رئيس أساقفة بوغوتا. وأدى إغلاق الأديرة إلى دفع الراهبات إلى الفقر، على الرغم من أن المواطنين المحليين قاموا بإيواء الراهبات في منازلهم. ووجه كل ذلك انتقادًا مباشرًا من الكرسي الرسولي، مما دفع البابا بيوس التاسع إلى إدانة حكومة كولومبيا. خلال حكومة ماريانو أوسبينا رودريجيث رُحب باليسوعيين مرة أخرى في البلاد وخففت حدة التوترات الدينية.
وكانت الولايات المتحدة الكولومبية دولة فيدرالية تضم أراضي جمهوريتي كولومبيا وبنما الحاليتين فيما بين عام 1863 وعام 1886. تبعت الاتحاد الكنفدرالي الغرناطي في 1861، وهو الحدث الذي تم تأكيده مع دستور ريونيجرو سنة 1863، وحلت مكانها جمهورية كولومبيا سنة 1886. أدّت سياسة توماس ثيبريانو دي موسكيرا الصارمة تجاه الكنيسة الكاثوليكية إلى استياء المحافظين في البلاد. حيث تم تمصادرة الأراضي التي تمتلكها الكنيسة ونقلها إلى الصناعيين وتقلص تأثير الكنيسة وحقوقها، وعاد نفوذ الكنيسة من جديد خلال جمهورية كولومبيا.

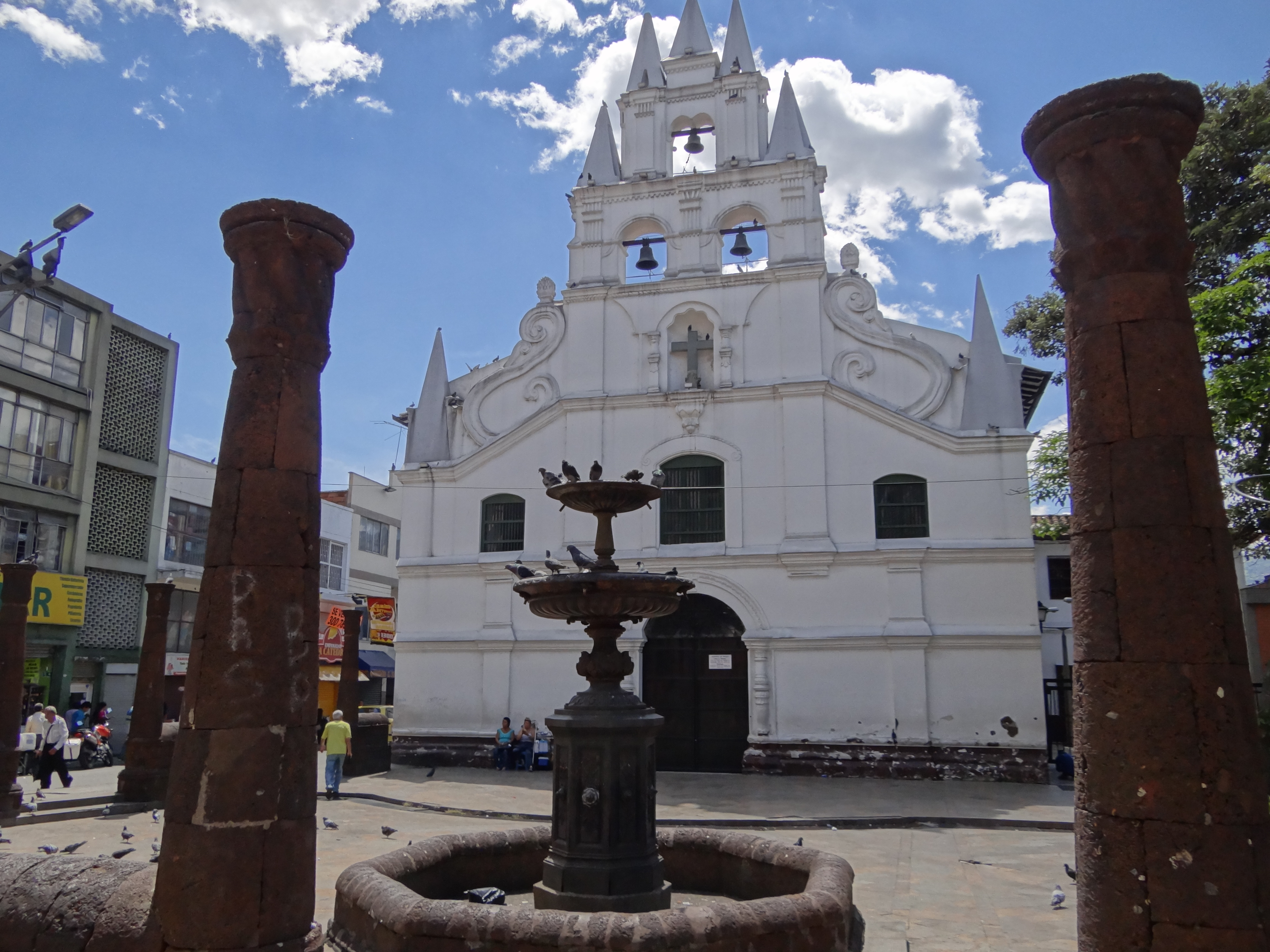
كنيسة فيراكروز في ميديلين.

في عام 1948 عانت كولومبيا من تباطؤ اقتصادي، مما أدى إلى انتشار العنف من المناطق الحضرية إلى المناطق الريفية في البلاد. في عام 1953 استولت حكومة عسكرية على السلطة واستقرت في البلاد إلى الحد الذي يُمكن فيه استعادة الحكم الديمقراطي. ابتداء من عقد 1960 بدأ انتشار مجموعات حرب العصابات الصغيرة في عهد الإرهاب في محاولة للإطاحة بالحكومة وتأسيس سياساتهم اليمينيَّة أو اليساريَّة، ومن بينها إعادة توزيع الأراضي. كما هو الحال في بلدان أمريكا الجنوبية الأخرى، شارك بعض قادة الكنيسة في ثورة خاصة بهم، من خلال لاهوت التحرير، من خلال برامج داعمة تفيد الطبقات الفقيرة ولم يوافقوا على الوسائل العنيفة التي يستخدمها رجال حرب العصابات. على الرغم من أن مثل هذه الأعمال غالبًا ما جعلت رجال الدين محور هجمات الجيش الكولومبي، حاول قادة الكنيسة الوساطة المتكررة بين المتمردين والمسؤولين الحكوميين كوسيلة لإنهاء إراقة الدماء. حققت جهود الوساطة من قبل كل من قادة الكنيسة والحكومة - في عام 1990 مع عصابات حركة 19 أبريل المتطرفة وفي عام 1998 مع جيش التحرير الوطني - بعض النجاح، على الرغم من استمرار العنف من قبل الجماعات الأخرى، وفي يونيو عام 1999 عاد جيش التحرير الوطني إلى الهجوم بخطف أكثر من 120 من رواد الكنيسة في كالي.
في دستور كولومبيا من عام 1991 أعلنت الدولة الكولومبية فصل الكنيسة الكاثوليكية عن الدولة ونصت على المساواة والحرية الدينية. وعلى الرغم من أن الدولة لا تحتفظ بإحصاءات رسمية عن الانتماء الديني، فإن دراسة استقصائية أجريت عام 2001 كشفتها صحيفة إل تيمبو تشير إلى أن 80 في المائة من السكان من الكاثوليك. في 22 يونيو 2012 نشرت العديد من وسائل الإعلام في كولومبيا والعالم، تقرير بعنوان «البابا يشعر بالقلق إزاء تغلغل الكنائس الخمسنية في كولومبيا» حيث اعترف البابا بندكت السادس عشر بالأثر الثقافي للكنائس الخمسينية في خصوصيات هذا البلد. وفي 11 سبتمبر من عام 2017 قام البابا فرنسيس بزيارة كولومبيا للدعوة إلى مصالحة عقب توقيع الحكومة الكولومبية ومتمرّدو «القوات المسلحة الثورية الكولومبية» في 24 يونيو من عام 2018 في هافانا اتفاقاً لوقف نهائي لإطلاق النار ونزع سلاح المتمردين، ما رفع آخر عقبة أمام إبرام اتفاق سلام بعد نصف قرن من القتال.

## الديموغرافيا والطوائف
وفقًا لدراسة قامت بها مركز بيو للأبحاث عام 2014 حوالي 92% من السكان مسيحيين، منهم 79% من أتباع الكنيسة الرومانية الكاثوليكية وحوالي 13% من أتباع الكنائس البروتستانتية. في حين وجدت دراسات أخرى أن 70.8% من السكان من أتباع الكنيسة الرومانية الكاثوليكية و16.7% من أتباع الكنائس البروتستانتية وحوالي 1.8% من السكان من شهود يهوه والأدفنتست. في إدارة أرخبيل سان أندريس يعتنق أغلبية السكان المسيحية ديناً، ويعتنق الرازيال وهم مجموعة أفرو كاريبيَّة ناطقة بالإنجليزية، البروتستانتية خصوصاً على مذهب الكنيسة المعمدانية، وينتشر المذهب الكاثوليكي والأدفنتست أيضاً خصوصاً في جزيرة سان اندرس.

### الكنيسة الكاثوليكية

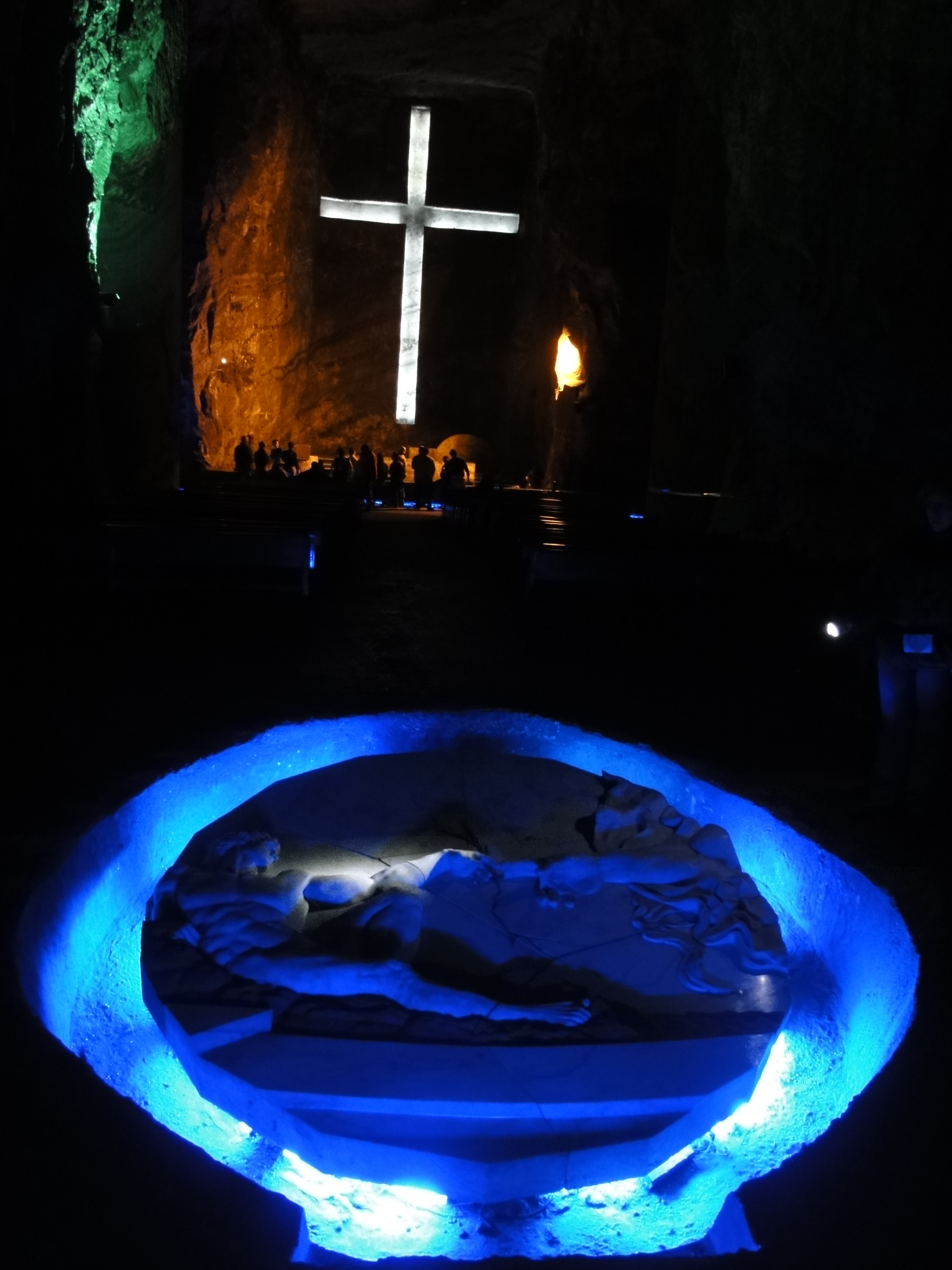
كاتدرائية دي سال دي سیباخیرا: توصف الكنيسة بأنها "جوهرة العمارة الحديثة".

الكنيسة الكاثوليكية الكولومبية هي جزء من الكنيسة الكاثوليكية العالمية في ظل القيادة الروحية للبابا في روما ومجلس الأساقفة الكولومبي. كانت الكاثوليكية الدين الرسمي للبلاد منذ الإستعمار الإسباني حتى 1991 مع الإصلاح الدستوري، الذي منح مساواة المعاملة من الحكومة لجميع الأديان. ومع ذلك، لا تزال الكاثوليكية الدين الرئيسي في كولومبيا من حيث عدد الأتباع إذ يقدر أتباعها بحوالي 75% من الكاثوليك هم كاثوليك اسميًا في حين 25% هم من الممارسين الكاثوليك. وفقًا كتاب حقائق العالم حوالي 90% من السكان هم كاثوليك و10% آخرون. أفاد حوالي 35.9% من الكولومبيين بأنهم لا يمارسوا إيمانهم بفعالية.
تتبع الكنيسة الكاثوليكية الكولومبيَّة أربعة وسبعين أبرشية، وينضوي تحت سلطة الكنيسة الكاثوليكية في كولومبيا أكثر من 120 من الرهبانيات الدينيَّة المختلفة والمنظمات العلمانية الكاثوليكية والتي تدير مئات المدارس الإبتدائية والثانوية والمستشفيات والعيادات ودور الأيتام والكليات، إلى جانب ثمانية جامعات كاثوليكية، ومن بين هذه الجامعات الأكثر شهرًة الجامعة الحبري جافيريانا في كالي، والجامعة الحبرية جافيريانا في بوغوتا، وكلاهما جامعات يسوعية.
يعود تاريخ الكنيسة الرومانية الكاثوليكية في كولومبيا إلى الحقبة الإستعماريَّة الإسبانيَّة واستمرت كأهم مؤسسة في كولومبيا في القرن الحادي والعشرين. وتعد الكاثوليكية هي واحدة من الموروثات الرئيسيَّة للحقبة الإستعماريَّة الإسبانية، إلى جانب الإسبانية كلغة الأمة. حيث أصبحت المنطقة جزءًا من أراضي الإمبراطورية الإسبانية تحت اسم النيابة الملكية على بيرو. أنشئت الكنيسة الكاثوليكية العديد من التقاليد والهوية والعمارة الكولومبية خلال الفترة الإستعمارية.
لعبت البعثات التبشيرية الكاثوليكية دوراً في تثبيت المذهب الكاثوليكي بين السكان الأفارقة والأصليين والسكان الميستيثو. من أدت هجرة الملايين خلال موجة الهجرة الأوروبية إلى كولومبيا الكبيرة من منتصف القرن التاسع عشر إلى البلاد وبشكل خاص من الأصول الإيطاليين والإسبان إلى تعزيز الحضور الكاثوليكي والأوروبي حيث كان غالبيَّة هؤلاء المهاجرين من خلفية دينية كاثوليكية وحملوا معهم الثقافة الكاثوليكية وتقاليدها إلى كولومبيا. واعتنقت أعداد من الدروز في فنزويلا المذهب الكاثوليكي، حيث كان المهاجرون الأوائل يُميلون إلى الاختلاط جيدًا بالسكان المحليين، وإعتنقت لاحقاً أعداد من الموحدون الدروز المسيحية ديناً خصوصاً على مذهب الكنيسة الرومانية الكاثوليكية.
تعتبر سيدة المسبحة الوردية في تشيكوينكورا شفيعة الشعب الكولومبي، وغالبًا ما يُشار في التقاليد الكاثوليكية إلى كولومبيا كبلد القلب المقدس، ويرجع ذلك إلى التكريس السنوي للبلاد لقلب يسوع الأقدس بتوجيه من رئيس الجمهورية. وقد تم إعادة تكريس كولومبيا لقلب يسوع الأقدس ولقلب مريم الطاهر في عام 2008، في احتفال على نطاق البلد اشترك فيه الأساقفة الرئيسيين ومع وجود الرئيس الكولومبي.

### الكنائس البروتستانتية

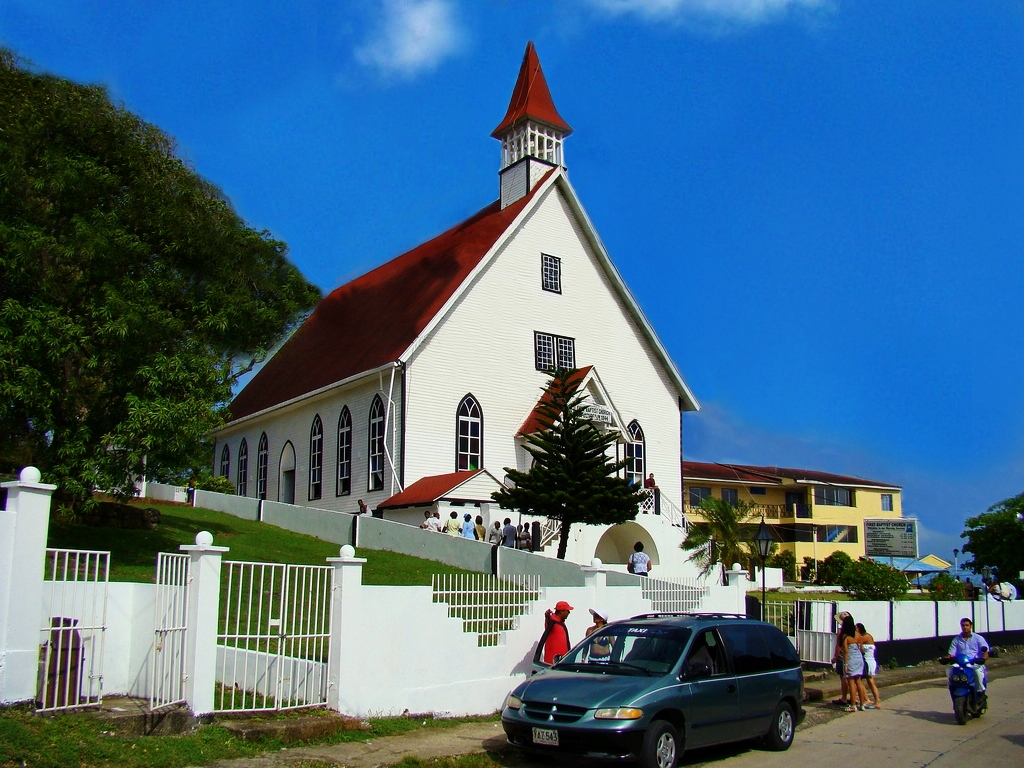
كنيسة بروتستانتية في سان أندريس.

يشكل أتباع الكنائس البروتستانتية ثاني أكثر المذاهب المسيحية انتشارًا في كولومبيا، وينتمي المسيحيين البروتستانت في كولومبيا في المقام الأول إلى الكنيسة المعمدانية، واللوثرية، والمينوناتية، والخمسينية والأدفنتست. شهدت كولومبيا في الآونة الأخيرة نمو ملحوظ في أعداد ونسب المذهب الخمسيني البروتستانتي؛ وقد وجدت دراسة قامت بها مركز بيو للأبحاث عام 2014 حول الديانة في أمريكا اللاتينية أن حوالي 13% سكان كولومبيا من البروتستانت؛ ويشكل الخمسينيين حوالي 56% من مجمل المذاهب البروتستانتية. يُعتبر البروتستانت الإنجيليين أكثر تدنيًا من الكاثوليك؛ وقد وجدت دراسة قامت بها مركز بيو للأبحاث عام 2014 أنَّ حوالي 86% من البروتستانت يُداوم على الصلاة يوميًا. وحوالي 68% من البروتستانت يقرأون الكتاب المقدس أسبوعيًا على الأقل. في إدارة أرخبيل سان أندريس يعتنق أغلبية السكان المسيحية ديناً، ويعتنق الرازيال وهم مجموعة أفرو كاريبيَّة ناطقة بالإنجليزية، البروتستانتية خصوصاً على مذهب الكنيسة المعمدانية، كما وينتشر مذهب الأدفنتست أيضاً بين سكان جزيرة جزيرة سان اندرس. وتقدر أعداد أتباع كنيسة كنيسة الأدفنتست بحوالي 180,000 شخص.

### الكنائس المسيحية الشرقية

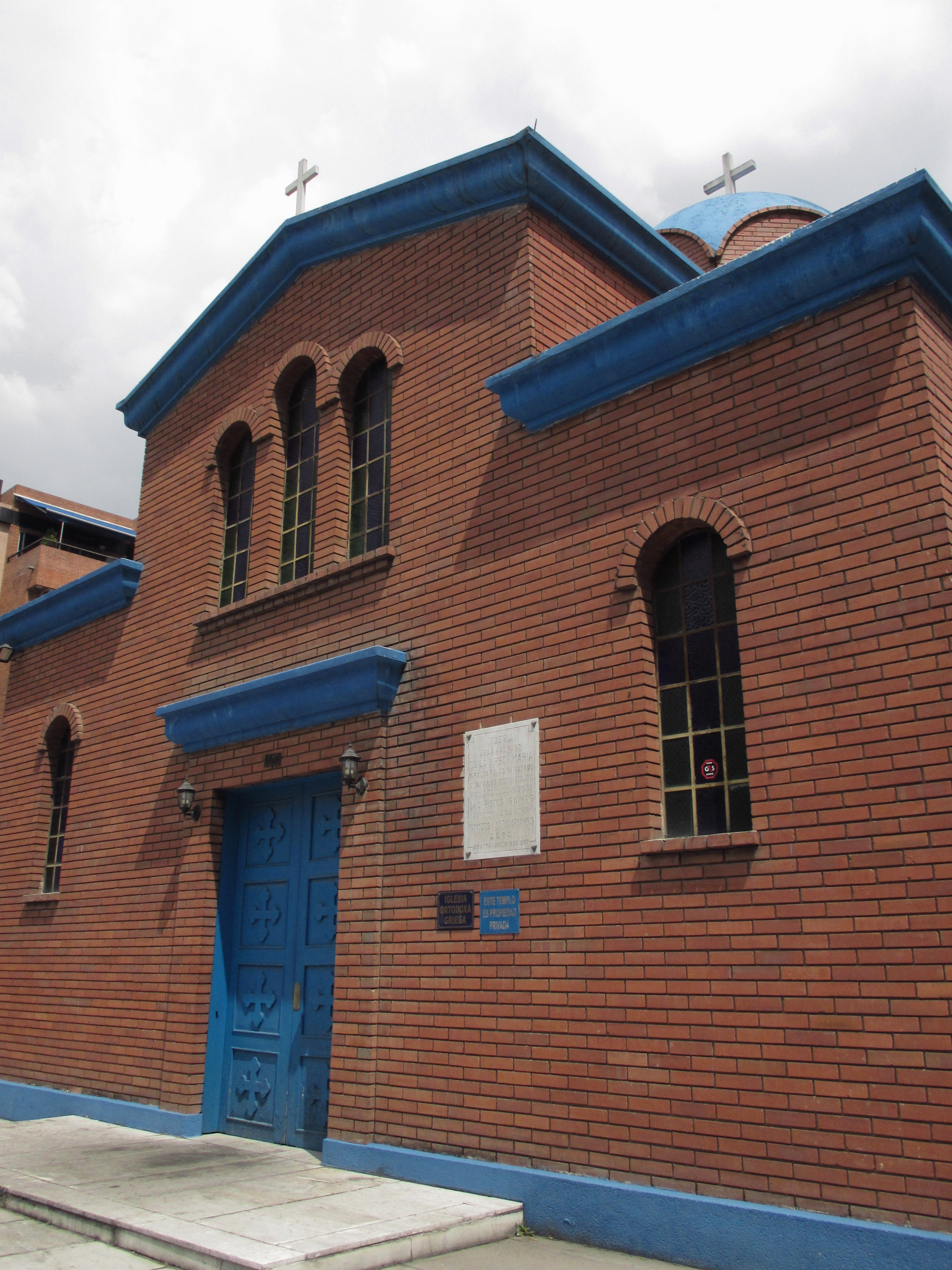
كنيسة أرثوذكسية شرقية في بوغوتا.

هناك تواجد ملحوظ للكنائس المسيحية الشرقية في كولومبيا وتتكون هذه الكنائس من موجات المهاجرين المسيحيين ذوي الأصول العربيَّة خاصًة من اللبنانيين من الموارنة، والسوريين، والمسيحيين الفلسطينيين، بالإضافة إلى موجات المهاجرين من الأرمن واليونانيين والروس والأوكرانيين وغيرهم من الشعوب التي يعود أصولها إلى أوروبا الشرقية.
يعود أصول الغالبية الساحقة من الشرق الأوسطيين في كولومبيا أساسًا إلى بلاد الشام وما هو الآن سوريا ولبنان والغالبية العظمى منهم أتباع الكنائس المسيحية الشرقية والكنيسة الرومانية الكاثوليكية. كثيرًا ما يطلق على العرب مصطلح «توركوس» ويرجع ذلك إلى حقيقة أن العديد من الدول العربية كانت تحت سيطرة الدولة العثمانية في الوقت الذي بدأت فيه موجة الهجرة الكبيرة، ودخل معظم العرب الشوام إلى البلاد مع هويات تركيَّة وكان قد هرب الكثير من العرب الشوام خاصًة المسيحين منهم من سياسة التي اتبعتها العثمانيين. في حين تعود أصول موجات المهاجرين من الأرمن إلى تركيا الحالية بعد المذابح الأرمنية وبوغروم إسطنبول يذكر أن غالبيَّة اليونانيين في كولومبيا هم من أتباع الكنيسة اليونانية الأرثوذكسية أمّا الأوكرانيين فأغلبهم من أتباع الكنائس الكاثوليكية الشرقية.
المجتمعات المسيحية المشرقية في كولومبيا لها وجود بارز وهي مندمجة بشكل جيد، ويبرز أبنائها في مجال الأعمال التجاريَّة، والتجارة، والخدمات المصرفيَّة، والصناعة، والسياسة. ويعتبر المسيحيين ذوي الأصول العربيَّة إلى جانب الأرمن في كولومبيا عمومًا «أغنياء ومتعلّمين وذوي نفوذ». وتركت الجاليات المسيحية الشرقية بصمات واضحة بشكل واسع. يذكر أنَّ خوليو سيزار تورباي أيالا والذي تولى رئاسة كولومبيا من عام 1978 حتى عام 1982 كان من أصول لبنانيَّة ومارونية.

### طوائف مسيحية أخرى
تضم البلاد على حوالي 130,000 من أتباع كنيسة يسوع المسيح لقديسي الأيام الأخيرة إلى جانب 120,000 شخص من شهود يهوه.
عدد من الذين ينتمون إلى أصول هنديَّة أو مستيزو أو أفريقية بشكل خاص، يمزجون الشعائر الكاثوليكية مع العقائد الروحية لثقافاتهم التقليدية.

## الإلترام الديني

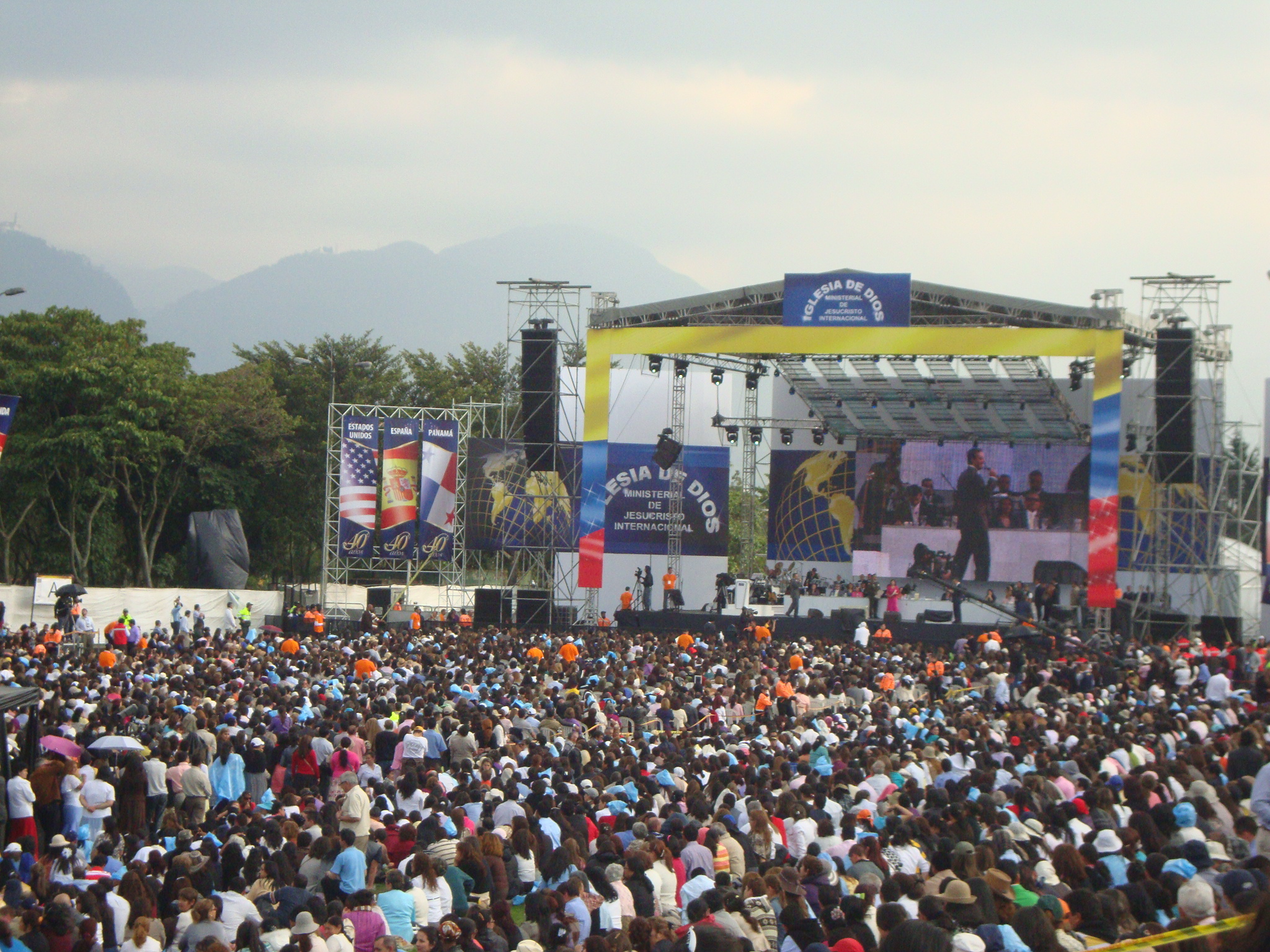
إحتفال ديني إنجيلي في بوغوتا.

الغالبية العظمى من مسيحيي البلاد من المتدينين حيث أنَّ حوالي 77% من مسيحيي كولومبيا يعتبرون للدين أهميَّة في حياتهم، ويؤمن 99% من الكاثوليك والبروتستانت بالله، ويؤمن 50% من الكاثوليك وحوالي 73% من البروتستانت بحرفيَّة الكتاب المقدس. وقد وجدت دراسة قامت بها مركز بيو للأبحاث عام 2014 أنَّ حوالي 50% من المسيحيين يُداومون على حضور القداس على الأقل مرة في الأسبوع. في حين أنَّ 73% من المسيحيين يُداومون على الصلاة يوميًا. وقد وجدت دراسة قامت بها مركز بيو للأبحاث عام 2014 أن البروتستانت هي المجموعات الدينية التي تملك أعلى معدلات حضور وانتظام للطقوس الدينية مع وجود أغلبية من الملتزمين دينيًا.
عمومًا يعتبر البروتستانت الإنجيليين أكثر تدينًا من الكاثوليك؛ وقد وجدت دراسة قامت بها مركز بيو للأبحاث عام 2014 أنَّ حوالي 86% من البروتستانت يُداوم على الصلاة يوميًا بالمقارنة مع 73% من الكاثوليك. ويقرأ حوالي 68% من البروتستانت الكتاب المقدس أسبوعيًا على الأقل بالمقارنة مع 28% من الكاثوليك. ويُداوم 73% من البروتستانت على حضور القداس على الأقل مرة في الأسبوع بالمقارنة مع 50% من الكاثوليك. ويصُوم 53% من البروتستانت خلال فترات الصوم بالمقارنة مع 29% من الكاثوليك. ويُقدم حوالي 69% من البروتستانت الصدقة أو العُشور، بالمقارنة مع 39% من الكاثوليك. وقال حوالي 31% من البروتستانت أنهم يشتركون في قيادة مجلس الكنيسة أو مجموعات صلاة صغيرة أو التدريس في مدارس الأحد، بالمقارنة مع 7% من الكاثوليك.

### القضايا الاجتماعية والأخلاقية
عمومًا يعتبر البروتستانت أكثر محافظة اجتماعيًة بالمقارنة مع الكاثوليك؛ يعتبر حوالي 90% من البروتستانت الإجهاض عمل غير أخلاقي بالمقارنة مع 82% من الكاثوليك، ويعتبر حوالي 85% من البروتستانت المثلية الجنسية ممارسة غير اخلاقية وخطيئة بالمقارنة مع 65% من الكاثوليك، ويعتبر حوالي 76% من البروتستانت شرب الكحول عمل غير أخلاقي بالمقارنة مع 50% من الكاثوليك، ويعتبر حوالي 75% من البروتستانت العلاقات الجنسية خارج إطار الزواج ممارسة غير أخلاقية بالمقارنة مع 53% من الكاثوليك، ويعتبر حوالي 49% من البروتستانت الطلاق عمل غير أخلاقي بالمقارنة مع 30% من الكاثوليك.

## التأثير في المجتمع
أثرَّت الكنيسة في الحياة الفكرية للعصر الاستعماري، حيث تطورت ثقافة فكرية حول المدارس والمعاهد الإكليريكية والجامعات. بدأت المطبعة الأولى، التي أدخلها اليسوعيون في كولومبيا، حيز التشغيل في عام 1738 وطَبعت بشكل أساسي كتب التعليم الديني وكتب العبادة الصغيرة. كما تم بناء الكنائس الكاثوليكية في الفترة الإستعمارية والتي كانت مسؤولة عن معظم المؤسسات العامة، مثل المرافق التعليمية (المدارس والكليات والجامعات والمكتبات والحدائق النباتية والمراصد الفلكية)؛ المرافق الصحية (المستشفيات ودور الحضانة) والسجون. كما «ورثت» كمية كبيرة من الأراضي المنتجة، والتي صودرت في وقت لاحق من قبل حكومة الليبرالية.
غالبًا ما يُشار في التقاليد الكاثوليكية إلى كولومبيا كبلد القلب المقدس، ويرجع ذلك إلى التكريس السنوي للبلاد لقلب يسوع الأقدس بتوجيه من رئيس الجمهورية. وقد تم إعادة تكريس كولومبيا لقلب يسوع الأقدس ولقلب مريم الطاهر في عام 2008، في احتفال على نطاق البلد اشترك فيه الأساقفة الرئيسيين ومع وجود الرئيس الكولومبي.

### الثقافة
المشهد والثقافة الكاثوليكية متجذّرة ومتداخلة في كولومبيا يظهر ذلك في الفنون واللغة والحياة السياسية والقانون والموسيقى والحياة الاجتماعية وحياة الأسرة حيث كانت العائلة ومازالت دائمًا ذات أهمية فائقة في ثقافة وتقاليد كولومبيا. كما أن الاحتفالات المسيحية الشعبية متجذرة منذ قرون حيث تُقام سنويًا في معظم المدن والبلدات والقرى الكولومبيَّة الاحتفالات بالقديسين الشفعاء وتنتشر في الثقافة اللاتينية الكرنفالات وهي احتفالات كبرى تسبق الصوم الكبير، والمهرجانات الدينية الخاصة في عيد الميلاد وعيد الفصح ومسيرات الجمعة الحزينة. خلال القرنين السادس عشر إلى الثامن عشر، كان للكاثوليكية الإسبانية تأثير كبير على الفن الكولومبي.
تضع الثقافة الكولومبيَّة الكاثوليكية قيمة عالية للأسرة، وتحبذ الثقافة الكاثوليكية الكولومبيَّة على إنجاب الأطفال باعتبارهم من أهم القيم في الحياة الأسرية. غالبَا ما تميل الأسر المسيحيَّة اللاتينية إلى أن تكون متماسكة ولديها علاقات متينة مع الأسرة الموسعة والتي تشمل الأقرباء، تٌرّكز الثقافة المسيحية الكولومبيَّة على دور الأجداد في تنشئة الأطفال. تلعب الأسرة الممتدة دورًا هامًا للعديد من العائلات المسيحية الكولومبيَّة، وتعتبر لبّ وقلب التجمعات العائليّة الطقوس الدينية التي تُقام في الكنيسة الرومانية الكاثوليكية على وجه الخصوص. مثل التعميد، وأعياد الميلاد، وأول قربانة، والتثبيت، وحفلات الزفاف. ويلعب العرّاب دورًا هامًا في هذه الطقوس. تبدو العلاقة بين الوالدين والعرابين أو المعاونين لهم مهمة ومميزة بطريقة خاصة. حيث يترتب على تلك العلاقات التزامات ومسؤوليات متبادلة قد تكون مفيدة اجتماعيًا للمشاركين.

## معرض الصور

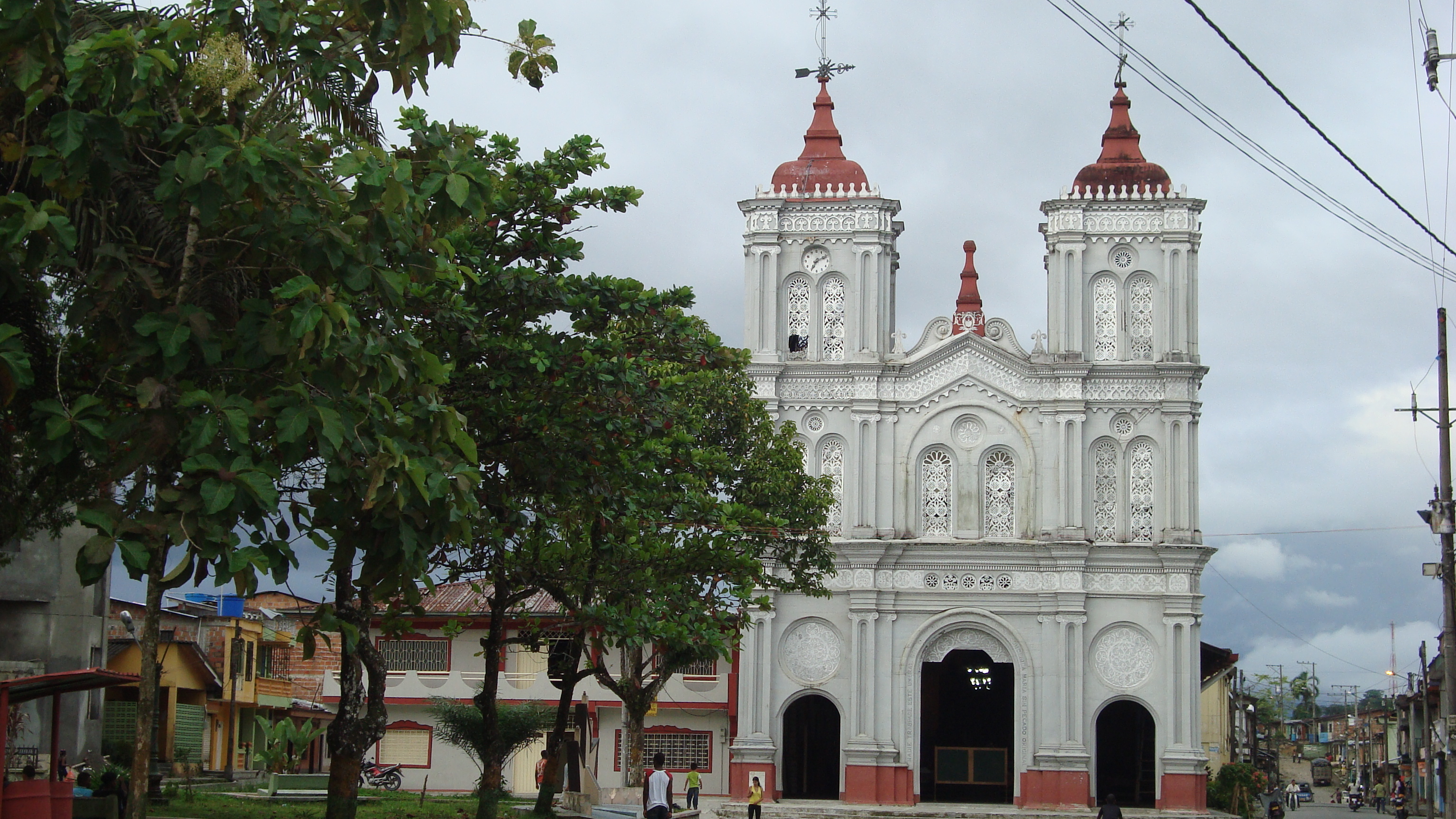
كاتدرائية القديس يوسف في تادو
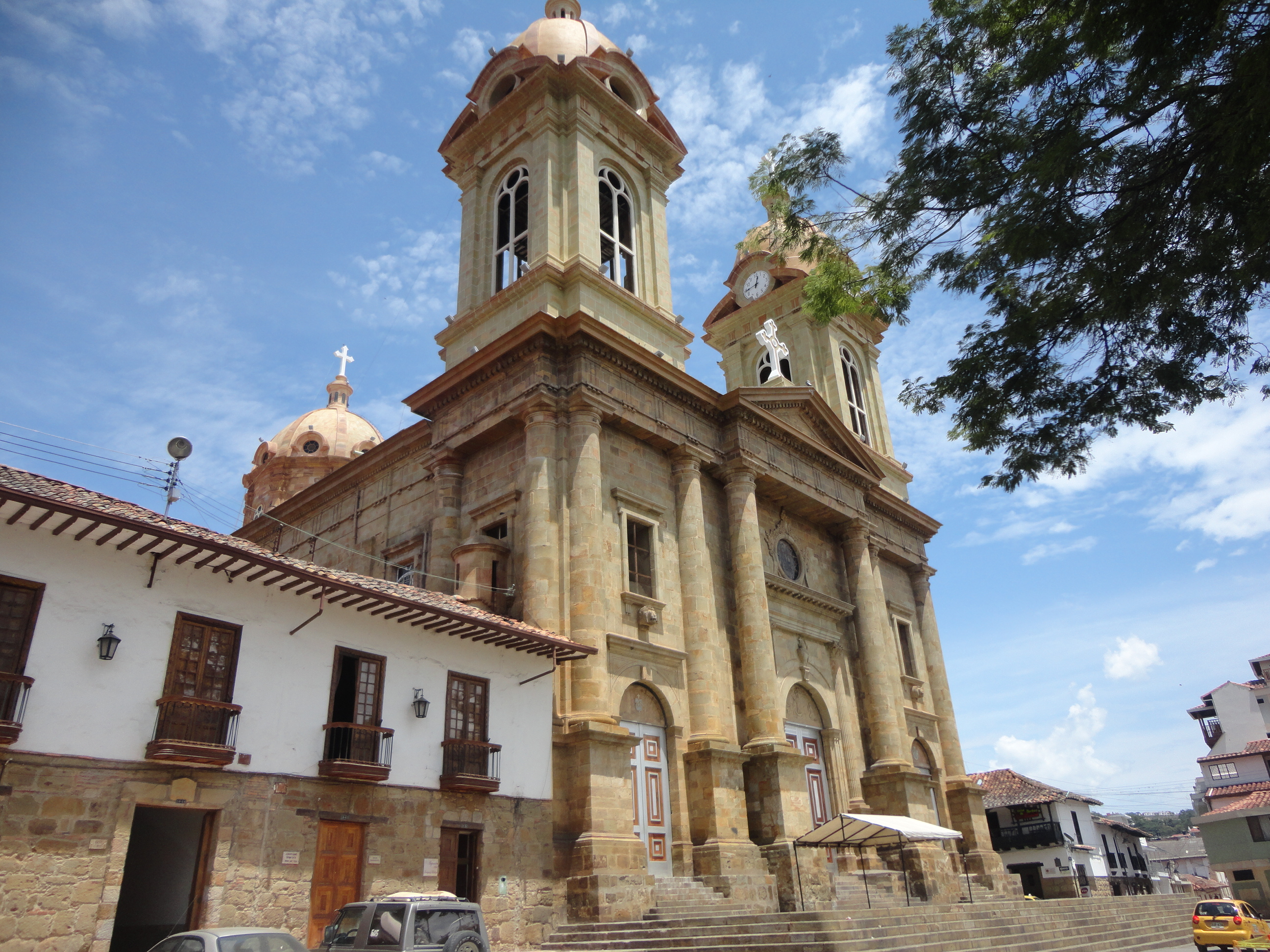
كاتدرائية سوكورو
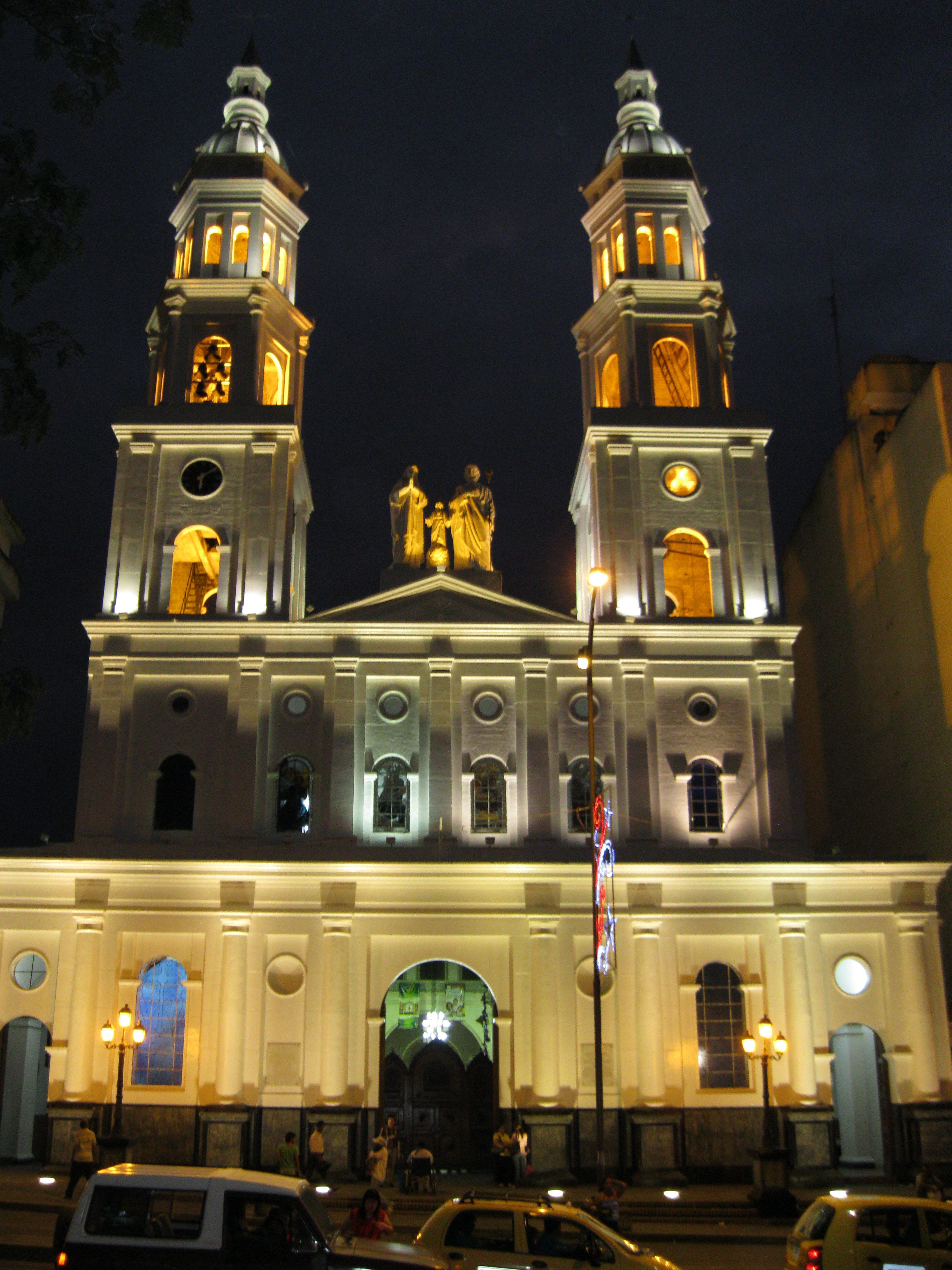
كاتدرائية العائلة المقدسة في مدينة بوكارامانغا
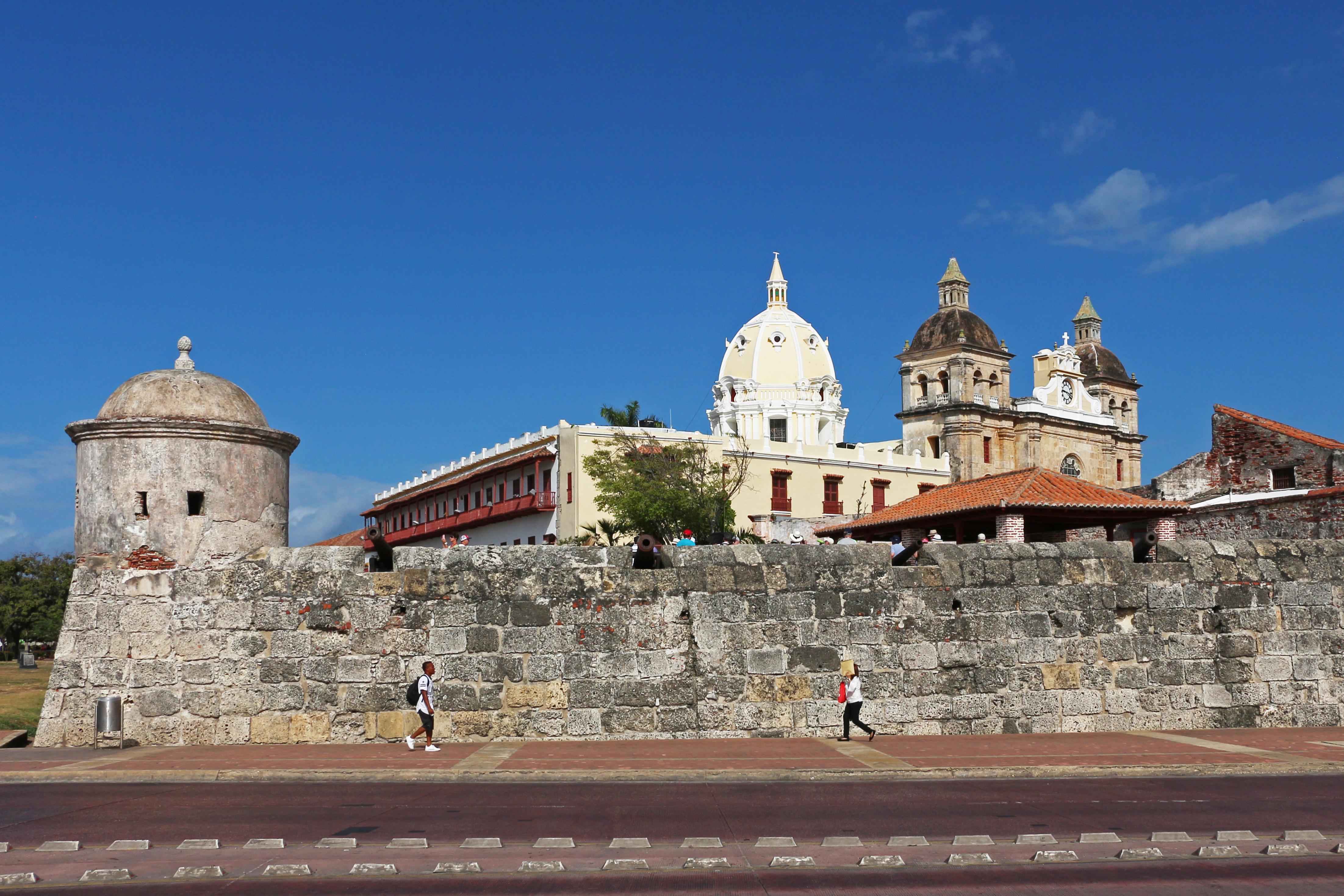
كاتدرائية قرطاجنة
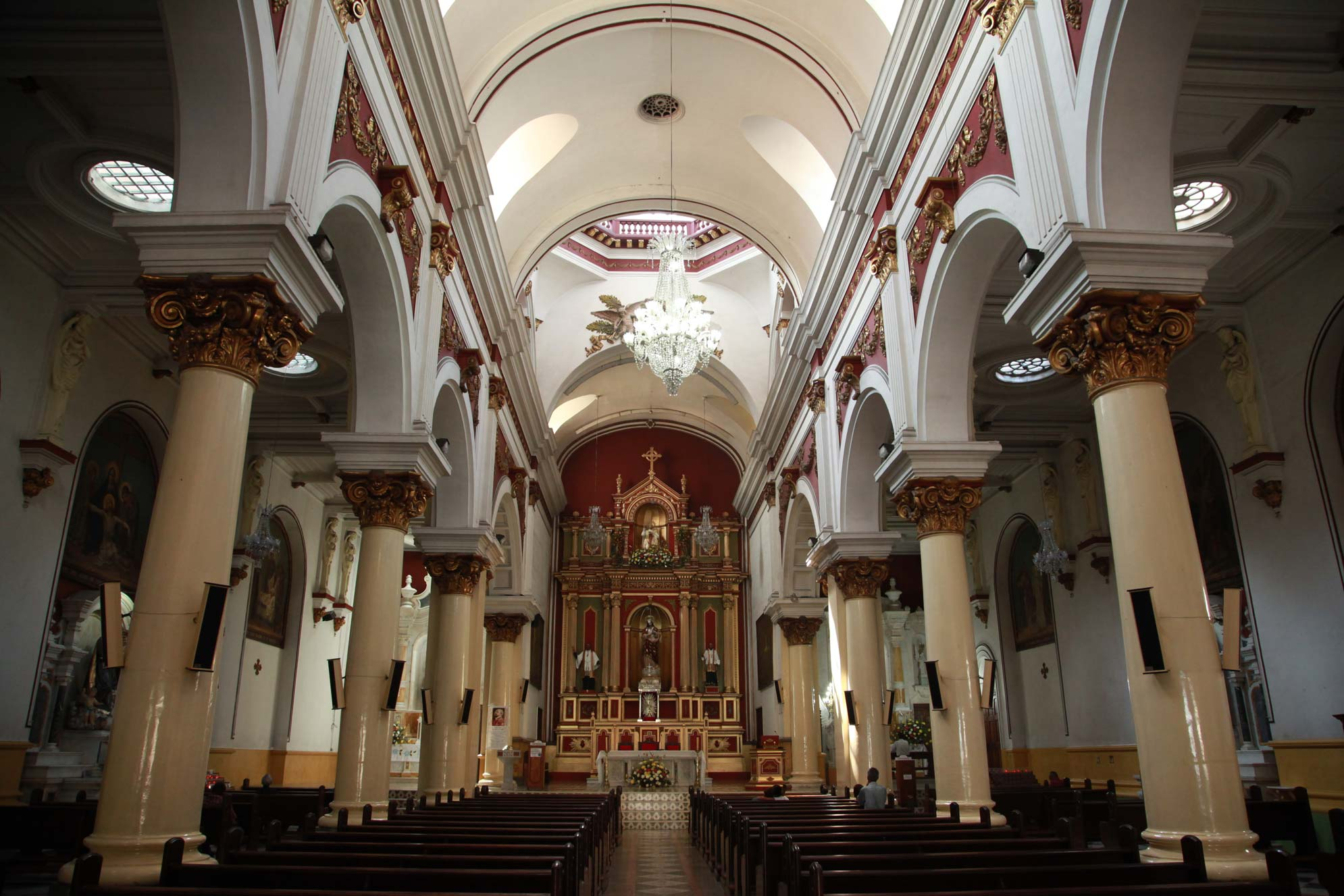
كنيسة سان اجناسيو في ميديلين